# جبل بلفورد
جبل بلفورد (بالإنجليزية: Mount Belford)‏ هو إحدى قمم الجبال المرتفعة الجماعية في نطاق ساواتش الخاص بجبال الروكي في أمريكا الشمالية.
يقع جبل بلفورد بالقُرب من جبل أكسفورد وَجبل ميسوري، وغالباً ما يَرتفع الجبل بالتزامن مع ارتفاع إحداها.

## روابط خارجية
- صور لجبل بلفورد وجبل أكسفورد على موقع 14ers.com.
- معلومات حول جبل بلفورد.